# Karol Chełmiński
Karol Chełmiński (ur. 5 listopada 1814 w Przegalinach Wielkich, zm. 21 kwietnia 1894 w Wilnie) – uczestnik polskich powstań narodowych, zesłaniec.
Pochodził z rodziny szlacheckiej herbu Nałęcz, był synem Józefa i Marianny z Abramowiczów. Uczęszczał do szkoły obwodowej w Białej Podlaskiej, a następnie do szkoły wojewódzkiej w Lublinie, w której przerwał naukę w czasie powstania listopadowego, by zaciągnąć się w szeregi powstańcze razem ze szkolnymi kolegami (jako tzw. "dzieci lubelskie"). Po upadku powstania uniknął represji i pracował jako administrator dóbr ziemskich, w latach 60. XIX wieku na Podlasiu we włościach hrabiny Augustowej Potockiej.
Po wybuchu powstania styczniowego ponownie wziął udział w walkach, potem pełnił funkcję obwodowego komisarza Rządu Narodowego. Pod koniec października 1863 został aresztowany i umieszczony w więzieniu w Siedlcach, następnie w Cytadeli Warszawskiej. Kilka miesięcy później został zesłany do guberni jenisejskiej, gdzie pracował w kopalni złota. Kilkanaście lat mieszkał na zesłaniu w Jenisejsku.
W 1884 powrócił z zesłania, zamieszkując w rodzinnym Chotyłowie. Niebawem przeniósł się do Wilna, gdzie zmarł w kwietniu 1894 i pochowany został na cmentarzu na Rossie (w grobowcu rodzinnym). Był żonaty z Konstancją z Sikorskich, córką Wincentego, kapitana wojsk rosyjskich, rozstrzelanego za udział w powstaniu listopadowym; miał kilkoro dzieci, w tym syna Wincentego, literata, współpracownika Elizy Orzeszkowej.